# Parcul Național Glacier (SUA)
Parcul Național Glacier (în engleză Glacier National Park) (Parcul Național Glaciar) este situat în nordul statului nordmerican Montana, masivul Rocky Mountain (munții stâncoși), SUA la granița cu Canada.
La inițiativa societății de cale ferată Great Northern Railroad și a omului de știință american George Bird Grinnell, printr-o lege specială, Parlamentul SUA a stabilit la data de 11 mai 1910 înființarea Parcului Național Glacier. Parcul prezintă caracteristici aparte din punct de vedere geologic, geografic și climatic, păstrând aproape neatinse diferite sisteme ecologice. Aici au loc diferite cercetări științifice, printre care și cele cu privire la încălzirea globală a pământului. De partea cealaltă a graniței, în Canada este situat Parcul Național Waterton-Lakes. Ambele parcuri au fost considerate în anul 1932, pentru prima oară în lume, un singur parc unitar sub numele de Waterton-Glacier Internațional Peace Park (Parcul internațional al păcii)  situat în două state diferite și care este declarat în anul 1995 patrimoniu mondial UNESCO. Din anul 1976 parcul devine o rezervație biologică ce cuprinde o suprafață de 4 100,8 km² în munții stâncoși. Numele parcului provine de la existența ghețarilor din timpul perioadei de glaciațiune, azi existând numai o parte din aceștia pe teritoriul parcului.